# Amanita caesarea
Amanita caesarea, även kallad kejsarflugsvamp, är en flugsvamp som ursprungligen är från området omkring Medelhavet, i södra Europa och norra Afrika. Den har en klart orangerödaktig hatt och gulaktiga skivor och fot. Liknande svampar växer i östra Asien och Nordamerika. Svampen var eftersökt som en läcker matsvamp redan under det Romerska rikets tid. Romarna kallade den Boletus, ett namn som nu används om ett släkte i familjen soppar, en helt annan grupp av svampar.

## Taxonomi och namngivning
A. caesarea beskrevs först av den italienske mykologen Giovanni Antonio Scopoli år 1772 som Agaricus caesareus, innan den senare placerades i släktet Amanita av Christiaan Hendrik Persoon 1801. Dess trivialnamn på engelska, "Caesar's Mushroom", kommer av att den var en favorit hos de romerska kejsarna som tog Caesar (ursprungligen ett familjenamn) som titel. 
Även dess trivialnamn på en del andra språk anspelar på denna historia, på svenska kan svampen kallas för kejsarsvamp och på tyska heter den Kaiserling.
A. caesarea har också blivit beskriven som A. umbonata. A. hemibapha är en liknande art, ursprungligen beskriven från Indien, men namnet har ibland applicerats på nordamerikanska samlingar. Det egentliga släktskapet mellan A. caesarea och liknade beskrivna nordamerikanska arter som A. arkansana och A. jacksonii är inte helt klarlagt.

## Beskrivning
A. caesarea har en fruktkropp med orangerödaktig hatt, vilken till en början är rundad men senare får mer utbredd och plattare form. Ytan på hatten är slät och den kan bli upp till 15 centimeter bred, sällsynt ända upp till 20 centimeter. Skivorna är blekt gulaktiga, liksom foten, vilken kan bli 8 till 15 centimeter hög och 2 till 3 centimeter bred. Vid fotens bas finns de koppformade, gråvitaktiga resterna efter hyllet. Sporerna är vita. 

## Utbredning och habitat
A. caesarea växer i lövskogar med ek, ibland även sådana uppblandade med barrträd. Fruktkroppen uppträder från sommaren till mitt på hösten. Den förekommer i norra Afrika och södra Europa, särskilt i bergstrakterna i norra Italien. Den tros ha introducerats norr om Alperna av de romerska arméerna, eftersom den där oftast återfinns längs de gamla romerska vägarna. Svampen finns också i Ungern och Indien och i provinsen Sichuan i Kina. Trots att svampen inte är känd för naturlig förekomst i USA och Kanada så har den rapporterats från Mexiko där den är relativt allmän i ek- och barrskogar på centrala höglandet och en uppskattad matsvamp. I folkmun kallas den "Yemita" – liten äggula.

## Användning
Svampen används som matsvamp och är en vanlig syn på marknader i Italien, södra Frankrike och Spanien. Vid plockning kan en oerfaren person förväxla den med giftiga andra Amanita-arter, i synnerhet den panterfläckiga flugsvampen (Amanita pantherina).